# Packet Filter
Packet Filter – program typu zapora sieciowa stworzony dla systemu OpenBSD przez Daniela Hartmeiera.
PF od wersji 3.0 jest częścią jądra systemu operacyjnego OpenBSD. Został stworzony, aby zastąpić pakiet Ipfilter pierwotnie będący domyślną zaporą sieciową dla tego systemu. 
Program posiada możliwość translacji adresów sieciowych NAT (ang. Network Address Translation) oraz zapewniania jakości obsługi/przekazu QoS (ang. Quality of Service).
Packet Filter został przeportowany do systemów NetBSD, FreeBSD, DragonFly BSD i OS X.